# Lonchocarpus crassispermus
Lonchocarpus crassispermus là một loài thực vật có hoa trong họ Đậu. Loài này được Poppend. miêu tả khoa học đầu tiên năm 1992.